# Ponte Metálica João Luís Ferreira
A ponte metálica, denominada Ponte João Luís Ferreira, cruza o Rio Parnaíba. Liga a capital Teresina à cidade de Timon, no Maranhão, sendo antes dela a travessia feita por canoa.

## História
Foi a primeira ponte construída sobre o Rio Parnaíba, no estado do Piauí, inaugurada em 2 de dezembro de 1939, após 17 anos do início da obra, ligando Teresina a Timon. Projetada pelo engenheiro alemão Germano Franz, consumiu 702 toneladas de ferro em sua construção. Sua conclusão permitiu o estabelecimento da linha férrea Ferrovia São Luiz-Teresina  da RFFSA, conectando por trem as capitais do Piauí e do Maranhão, usada também pela linha do Mêtro de Teresina, integrando a vizinha cidade de Timon, que faz parte da Grande Teresina.
Foi declarada patrimônio cultural brasileiro pelo Conselho Consultivo do IPHAN em  11 setembro de 2008. O Piauí foi o primeiro estado brasileiro a receber uma ação integrada de tombamento de seu patrimônio, e aprovou a proteção de bens materiais que se tornaram patrimônio cultural brasileiro: a ponte metálica João Luís Ferreira.